# Ich freue mich in dir
Ich freue mich in dir (BWV 133) ist eine Kirchenkantate von Johann Sebastian Bach. Er komponierte die Weihnachtskantate 1724 in Leipzig für den 3. Weihnachtstag als eine Choralkantate auf Ich freue mich in dir (1648) von Caspar Ziegler.

## Geschichte und Worte
Bach komponierte die Choralkantate in seinem zweiten Amtsjahr in Leipzig für den 3. Weihnachtstag als Teil seines zweiten Kantatenzyklus. Die vorgeschriebenen Lesungen für den Festtag, der auch als Tag des Evangelisten Johannes gefeiert wurde, waren Hebr 1,1–14 , Christus ist höher als die Engel, und Joh 1,1–14 , der Prolog des Johannesevangeliums. Die Kantate beruht auf dem Choral in vier Strophen Ich freue mich in dir von Caspar Ziegler. Er ist einer der neuesten Choräle unter denen, auf denen Bach seine Choralkantaten aufbaute, während er sonst die anerkannten Hauptlieder bevorzugte, zum Beispiel von Martin Luther und Paul Gerhardt. Der unbekannte Dichter der Choralkantate behielt die beiden äußeren Strophen bei und dichtete die beiden mittleren Strophen zu je einer Folge von Rezitativ und Arie um. Der Text bezieht sich weder auf die Lesungen noch auf das Fest des Evangelisten. Er drückt die persönliche Freude des Glaubenden aus, der die Gegenwart Gottes im Jesuskind erfährt.
Bach führte die Kantate erstmals am 27. Dezember 1724 auf. Sein Nachfolger, Johann Friedrich Doles führte sie nach seinem Tod auf.

## Besetzung und Aufbau
Die Kantate ist besetzt mit vier Solisten, Sopran, Alt, Tenor und Bass, vierstimmigem Chor, Zink zur Verstärkung der Choralmelodie, zwei Oboe d’amore, zwei Violinen, Viola und Basso continuo.
1. Coro: Ich freue mich in dir
2. Aria (Alt): Getrost! es faßt ein heil'ger Leib
3. Recitativo (Tenor): Ein Adam mag sich voller Schrecken
4. Aria (Sopran): Wie lieblich klingt es in den Ohren
5. Recitativo (Bass): Wohlan, des Todes Furcht und Schmerz
6. Choral: Wohlan, so will ich mich

## Musik
Der Choral wird auf eine Variante der Melodie von O Gott, du frommer Gott gesungen. Diese Melodie war Bach wahrscheinlich neu, denn er notierte sie in der Partitur das Sanctus, das er ebenfalls für Weihnachten 1724 komponiert hatte und später seiner h-Moll-Messe eingliederte. Der cantus firmus im Sopran wird vom Zink unterstützt, die Oboen spielen mit den 2. Violinen und Bratschen, während die 1. Violinen Glanz verbreiten. Die Unterstimmen sind überwiegend homophon gesetzt, mit Ausnahme der ausgeschmückten Phrase „der große Gottessohn“.
Während Bachs Weimarer Weihnachtskantate Christen, ätzet diesen Tag in zwei Chorsätzen und zwei Duetten eine allgemeine Freude zum Ausdruck brachte, reflektieren vier Sätze für eine Einzelstimme die Freude des individuellen Glaubenden. Die Altarie wird von den Oboi d’amore begleitet, die Sopranarie von den Streichern, wobei ein Wechsel vom geraden Takt zu einem Siciliano im Mittelteil auffällt. Das Tenor-Rezitativ ist zweimal mit adagio bezeichnet, um zu betonen „Der allerhöchste Gott kehrt selber bei uns ein“, schließlich um den Choral sowohl in Text und Melodie zu zitieren: „Wird er ein kleines Kind und heißt mein Jesulein“. Die Kantate schließt mit einem vierstimmigen Satz.

## Einspielungen
- J.S. Bach: Cantatas BWV 122 & BWV 133. Michael Gielen, Wiener Kammerchor, Vienna State Opera Orchestra, Margit Opawsky, Hilde Rössel-Majdan, Waldemar Kmentt, Harald Hermann. Vanguard Bach Guild 1952
- Die Bach-Kantate Vol. 64. Helmuth Rilling, Gächinger Kantorei, Bach-Collegium Stuttgart, Arleen Augér, Doris Soffel, Aldo Baldin, Philippe Huttenlocher. Hänssler 1980
- J.S. Bach: Das Kantatenwerk – Sacred Cantatas Vol. 7. Gustav Leonhardt, Knabenchor Hannover, Concentus Musicus Wien, soloist of the Knabenchor Hannover, René Jacobs, Marius van Altena, Max van Egmond. Teldec 1983
- Bach Edition Vol. 4 – Cantatas Vol. 1. Pieter Jan Leusink, Holland Boys Choir, Netherlands Bach Collegium, Ruth Holton, Sytse Buwalda, Knut Schoch, Bas Ramselaar. Brilliant Classics 1999
- J.S. Bach: Complete Cantatas Vol. 13. Ton Koopman, Amsterdam Baroque Orchestra & Choir, Deborah York, Franziska Gottwald, Paul Agnew, Klaus Mertens. Antoine Marchand 2000
- Bach Cantatas Vol. 15: New York / For the 3rd Day of Christmas. John Eliot Gardiner, Monteverdi Choir, English Baroque Soloists, Katharine Fuge, Robin Tyson, James Gilchrist, Peter Harvey. Soli Deo Gloria 2000
- J.S. Bach: Leipziger Weihnachtskantaten. Philippe Herreweghe, Collegium Vocale Gent, Carolyn Sampson, Ingeborg Danz, Mark Padmore, Sebastian Noack, Peter Kooij. Harmonia Mundi France 2003
- J.S. Bach: Cantatas Vol. 31. Masaaki Suzuki, Bach Collegium Japan, Yukari Nonoshita, Robin Blaze, Gerd Türk, Peter Kooij, BIS 2004